# Rambertova cena
Rambertova cena, francouzsky Prix Rambert, je nejstarší literární cena udělovaná v Romandii. Byla založena v roce 1898 spolkem Schweizerischer Zofingerverein na památku spisovatele Eugèna Ramberta. Od roku 1903 vyhlašuje porota složená ze švýcarských spisovatelů každý třetí rok vítěze – autora a konkrétní dílo, za které byl oceněn.

## Seznam oceněných
- 1903: Henri Warnery, Le Peuple vaudois
- 1906: Paul Seippel, Les Deux Frances a René Morax, La Nuit des quatre temps
- 1909: Philippe Godet, Madame de Charrière et ses amis a Samuel Cornut, La Trompette de Marengo
- 1912: Charles-Ferdinand Ramuz, Aimé Pache, peintre vaudois a Benjamin Vallotton, La Moisson est grande
- 1915: Henry Spiess, Le Visage ambigu
- 1920: Robert de Traz, La Puritaine et l’amour a Pierre Kohler, Madame de Staël et la Suisse
- 1923: Charles-Ferdinand Ramuz, Passage du poète
- 1926: Edmond Gilliard, Rousseau et Vinet individus sociaux
- 1929: Paul Budry, Le Hardi chez les Vaudois a Trois hommes dans une Talbot
- 1932: Pierre Kohler, L’Art de Ramuz
- 1935: Charles-Albert Cingria, Pétrarque a Pierre Beausire, Œuvres
- 1938: Denis de Rougemont, Journal d’un intellectuel en chômage
- 1941: Gustave Roud, Pour un Moissonneur
- 1944: Jacques Mercanton, Thomas l’incrédule
- 1947: Pierre-Louis Matthey, Vénus et le Sylphe
- 1950: Albert Béguin, Patience de Ramuz
- 1953: Maurice Chappaz, Testament du Haut-Rhône
- 1956: Philippe Jaccottet, L’Effraie
- 1959: Robert Pinget, Le Fiston
- 1962: Catherine Colomb, Le Temps des anges
- 1965: Jean Starobinski, Œuvres
- 1968: Nicolas Bouvier, Japon
- 1971: Anne Perrier, Lettres perdues
- 1974: Jean Vuilleumier, L’Écorchement
- 1977: Jean-Marc Lovay, Les Régions céréalières
- 1980: Étienne Barilier, Prague
- 1983: Claude Delarue, L’Herméneute a La Chute de l’ange
- 1986: Anne-Lise Grobéty, Pour mourir en février a Zéro positif, La Fiancée d’hiver
- 1989: Jacques-Michel Pittier, Les Forçats a New-York Caligramme
- 1992: Jean Romain, Les Chevaux de la pluie
- 1995: Jacques-Étienne Bovard, Demi-Sang Suisse
- 1998: Jean-François Sonnay, La Seconde Mort de Juan de Jesus
- zvláštní cena století: Yvette Z’Graggen, Matthias Berg a Ciel d’Allemagne
- 2001: Corinne Desarzens, Bleu diamant
- 2004: Thomas Bouvier, Demoiselle Ogata
- 2007: Marielle Stamm, L’Œil de Lucie
- 2010: Pascale Kramer, L’implacable brutalité du reveil
- 2013: Marie-Jeanne Urech, Les Valets de nuit
- 2016: Philippe Rahmy, Allegra
- 2019: Michel Layaz, Sans Silke
- 2022: Claire Genoux, Giulia